# Margaretha Lindahl
Margaretha Louise Lindahl (gift Dryburgh), född 20 oktober 1974 i Sveg, är en svensk curlare, som blev olympisk bronsmedaljör i Nagano 1998.